# Tacoma Link
Tacoma Link – bezpłatny system lekkiej kolei (light rail) działający w Tacomie w stanie Waszyngton w USA, należący do przedsiębiorstwa Sound Transit.
System stanowi jedna linia tramwajowa otwarta 22 sierpnia 2003, która ma długość 1,6 mili (ok. 2,56 km) i jest najkrótszą nowo otwartą linią tramwajową w USA. Trasa posiada 5 przystanków i łączy centrum przesiadkowe Tacoma Dome z uniwersytetem oraz przedmieściami miasta. W jej przebiegu znajdują się odcinki jedno- jak i dwutorowe. Linia powstała 65 lat po likwidacji komunikacji tramwajowej w mieście Tacoma i zastąpieniu jej autobusami.
Tabor składa się z trzech wagonów Škoda 10 T wyprodukowanych przez zakłady w Pilźnie w Czechach.